# Heartthrob
Heartthrob (eigentlich: Jesse Siminski, * 1976 in Michigan) ist ein US-amerikanischer Techno-Liveact, DJ und Musikproduzent. 

## Leben
In den frühen 1990er Jahren bereiste Siminski die Technoszenen in Detroit und Chicago und wurde selbst als Musikproduzent aktiv. Bei einem Aufenthalt ab 1999 in New York City zwecks Kunststudiums lernte er Magda, Troy Pierce und später Richie Hawtin kennen und wurde bald darauf Teil des Kollektivs um das M_nus-Label. Sein erstes Liveset bestritt er 2003. Er zog 2007 nach Berlin. 2008 erschien sein Debütalbum Dear Painter, Paint Me. Seit 2013 veröffentlicht Jesse Siminski unter seinem Künstlernamen Heartthrob auf seinem eigenen Label ISNISNT.